# Balam (demônio)
Na demonologia, Balam (também Balaao, Balan) é o Grande e Poderoso Rei (para alguns autores, um Duque ou um Príncipe) do inferno que comanda mais de quarenta legiões de demônios. Ele dá respostas perfeitas sobre acontecimentos passados, presentes e vindouras, e também podem tornar os homens invisíveis e espirituais.
Balam é retratado como sendo um demônio com três cabeças. Uma cabeça é de um touro, a segunda de um homem, e a terceira, de um carneiro. Ele tem olhos em chamas e possui uma cauda de uma serpente. Ele carrega um falcão em seu punho e sentado num urso forte. Em outras versões, ele é representado como um homem nu, sentado num urso.
O seu nome parece ter sido tirado de Balaão, a Bíblia mágica.